# Quartier de Belleville

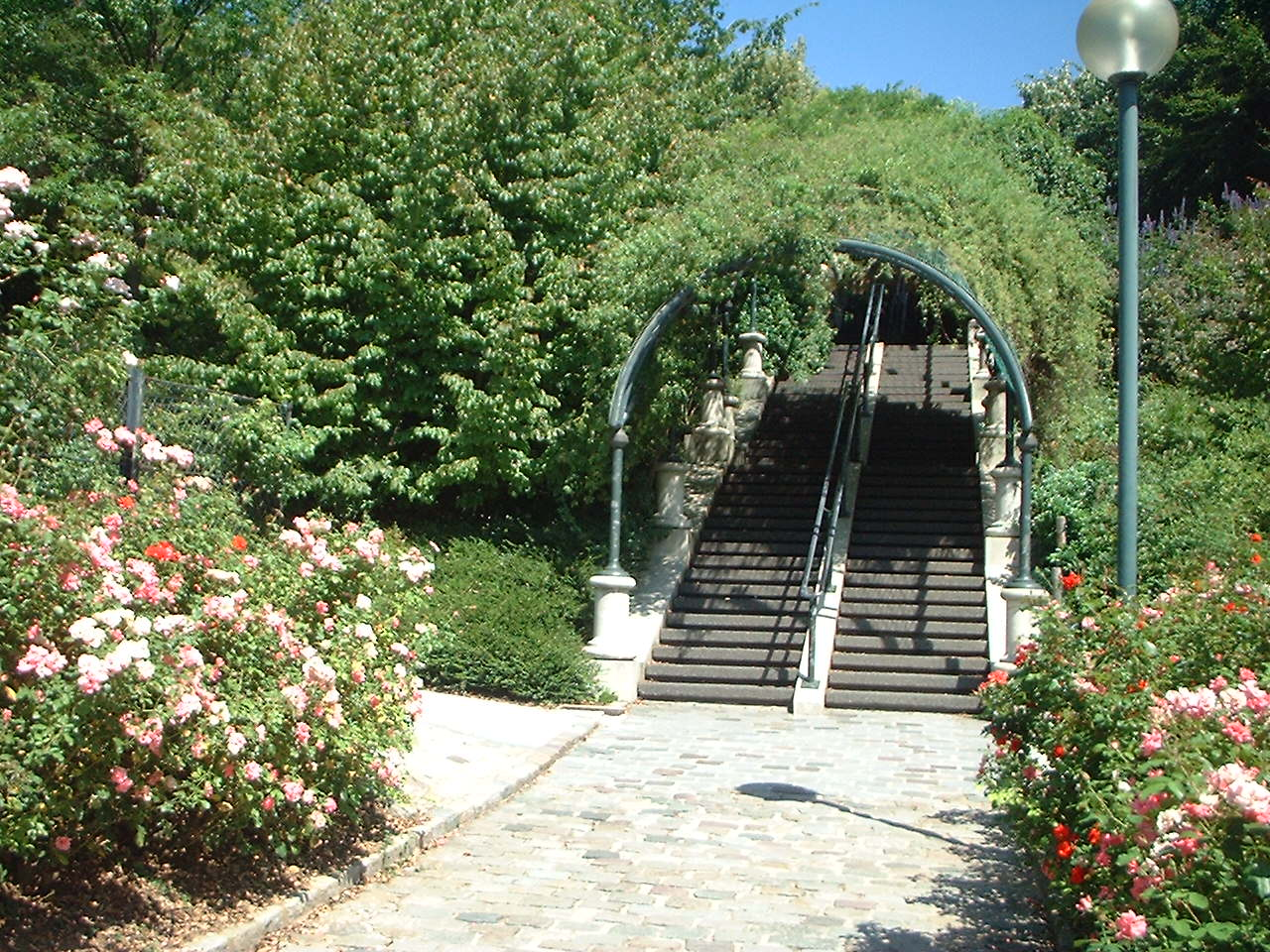
Parc de Belleville.

Quartier de Belleville är Paris 77:e administrativa distrikt, beläget i tjugonde arrondissementet. 
Belleville var en egen kommun fram till 1860 då den blev en del av staden Paris. Geografiskt ligger stadsdelen på och omkring en kulle, vilken är den efter Montmartre näst högsta i Paris. Namnet Belleville (franska för "vacker stad") kan förmodligen härledas ifrån belle vue (vacker vy).

Belleville, 2021